# آلکسا نیکلاس
آلکسا نیکلاس (انگلیسی: Alexa Nikolas؛ زادهٔ ۴ آوریل ۱۹۹۲) یک هنرپیشه اهل ایالات متحده آمریکا است. وی از سال ۱۹۹۹ میلادی تاکنون مشغول فعالیت بوده‌است.

## گزیدهٔ آثار

### سینما
- زولندر (۲۰۰۱)
- کوتاهی پا مشکلی نیست (۲۰۰۳)

### تلویزیون
- مردگان متحرک (۲۰۱۳–۲۰۱۲)
- به من دروغ بگو (۲۰۱۱)
- ذهن‌های مجرم (۲۰۱۰)
- سوپرنچرال (۲۰۰۹)